# Fenvalar
Fenvalar (Balaenopteridae) är en familj i underordningen bardvalar. Medlemmarna av denna familj är inte bara de största valarna, de är också de största levande djuren. Det finns två släkten med tillsammans nio arter. I motsats till rätvalar har fenvalar en ryggfena och barderna är kortare.

## Kännetecken
Vuxna individer har en längd mellan 7 och 31 meter, beroende på art. Alla arter i familjen, med undantag av sejvalen, har en uppsättning längsgående hudveck som sträcker sig från munnen till naveln. Sejvalen har också sådana hudveck, men dessa är kortare. Det antas att dessa hudveck tillåter fenvalarna att skapa en större munöppning när de äter.
Vikten varierar mellan cirka 10 ton för vikvalen och ungefär 150 ton för blåvalen. Kroppsformen är jämförelsevis smal med ett mer eller mindre spetsigt huvud som upptar en fjärdedel av kroppen. Med undantag av knölvalen har fenvalar korta spetsiga bröstfenor. Ryggfenan är placerade på ryggens bakre del. På ovansidan finns två blåshål tät intill varandra och fontänen börjar som en enda stråle men får sedan för varje art en annan form.

## Utbredning
Fenvalar förekommer över hela världen: blåval, sillval, knölval, sejval och vikval återfinns i alla oceaner och de andra saknas enbart i de kalla vatten runt Arktis och Antarktis.
Individerna vandrar vanligen i utbredningsområdet enligt fasta mönster.

## Föda
Liksom hos andra bardvalar fångas födan i barderna. I Antarktis äter fenvalar nästan uteslutande krill men i andra regioner har de även hoppkräftor, andra kräftdjur, bläckfiskar och fiskar som föda.
Fenvalar spelar en betydande roll i havets ekosystem. Större fenvalar äter varje år över 100 miljoner ton krill när de vistas vid Antarktis. När fenvalar saknas ökar krillens bestånd tydlig och även populationen av andra djur med samma födokälla som till exempel krabbätarsälen.

## Fortplantning
Honor kan para sig hela året men oftast är födelsen koncentrerade på 3 till 4 månader. Efter parningen i varma regioner vandrar de till kalla hav med mycket utbud på föda. Sedan flyttar de tillbaka för att föda ungarna. Dräktigheten varar i cirka 11 månader och vanligen föds en kalv åt gången. Honan diar kalven i cirka 7 månader genom att spruta mjölken i ungdjurets mun. Vissa ungdjur ökar på så sätt med 90 kilogram per dag. Könsmognaden är kopplad till kroppsstorleken och infaller efter ungefär 6 eller 7 år. Livslängden ligger mellan 45 och 100 år.

## Fenvalar och människor
Fenvalar jagades tidigare i större skala för köttets och valoljans skull. Å ena sidan betraktades de som mindre nyttiga än rätvalarna då fenvalarnas fettskikt är tunnare, men efter att rätvalarna nästan var utrotade börjades jakt på fenvalar. Efter en tid var de största arterna i familjen (blåval, sillval och knölval) så gott som utdöda. Sedan 1986 finns omfattande skyddsåtgärder för alla fenvalar men trots allt jagas idag vikvalar.

## Systematik
Familjen delas i två släkten med upp till tio arter:
- släkte Megaptera
  - Knölval (M. novaeangliae]
- släkte Balaenoptera
  - Vikval (B. acutorostrata)
  - Antarktisk vikval (B. bonarensis)
  - Sillval (B. physalus)
  - Blåval (B. musculus)
  - Brydes fenval (B. brydei)
  - Sejval (B. borealis)
  - Edens fenval (B. edeni)
  - B. omurai
  - B. ricei

Edens fenval och Balaenoptera omurai fick sin artstatus 1993 respektive 2003 på grund av genetiska skillnader till andra fenvalar. Balaenoptera ricei beskrevs som en egen art 2021.